# 夏朗德河畔圣纳泽尔
夏朗德河畔圣纳泽尔（法語：Saint-Nazaire-sur-Charente，法語發音：[sɛ̃ nazɛʁ syʁ ʃaʁɑ̃t]）是法国滨海夏朗德省的一个市镇，属于罗什福尔区。

## 地理
夏朗德河畔圣纳泽尔（45°56'8"N, 1°3'10"W）面积20.31 平方千米，位于法国新阿基坦大区滨海夏朗德省，该省份为法国西部滨海省份，北起旺代省，西临大西洋，南至吉倫特省，东南接多爾多涅省，东北接德塞夫勒省接壤，东临夏朗德省。
与夏朗德河畔圣纳泽尔接壤的市镇（或旧市镇、城区）包括：莫埃兹、羅什福爾、圣弗鲁、圣洛朗德拉普雷、苏比斯、韦尔热鲁、巴尔克港。

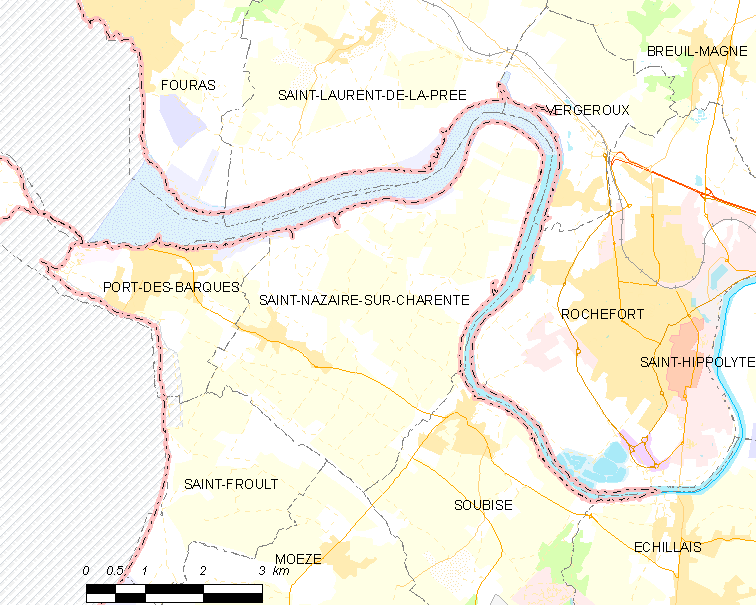
夏朗德河畔圣纳泽尔的OSM定位图

夏朗德河畔圣纳泽尔的时区为UTC+01:00、UTC+02:00（夏令时）。

## 行政
夏朗德河畔圣纳泽尔的邮政编码为17780，INSEE市镇编码为17375。

## 政治
夏朗德河畔圣纳泽尔所属的省级选区为托奈夏朗德县。

## 人口

1962-2008年间夏朗德河畔圣纳泽尔人口变化图示

夏朗德河畔圣纳泽尔于2022年1月1日时的人口数量为1214人。